# راشل بوت
راشل بوت (انگلیسی: Rachelle Booth؛ زاده ۳۱ اوت ۱۹۹۵) یک تکواندوکار انگلیسی است.
در ماه مه سال ۲۰۱۵، بوت در مسابقات قهرمانی تکواندو جهان ۲۰۱۵ در وزن ۶۲- کیلوگرم به رقابت پرداخت. او به مرحله نیمه نهایی راه پیدا کرد و پس از باخت در برابر مارتا کالوو گومز، از مکزیک برنده مدال برنز شد.این اولین عنوان جهانی او بود و تنها ۱۸ ماه پس از پیوستن به تیم ملی تکواندو بریتانیای کبیر اتفاق افتاد.